# Trioza esakii
Trioza esakii är en insektsart som beskrevs av Miyatake 1975. Trioza esakii ingår i släktet Trioza och familjen spetsbladloppor. Inga underarter finns listade i Catalogue of Life.